# Campionati del mondo di ciclismo su strada 2023 - Cronometro femminile Under-23
La seconda  edizione della cronometro femminile Under-23 dei Campionati del mondo di ciclismo su strada si è svolta il 10 agosto 2023 su un percorso di 36,2 km, con partenza ed arrivo da Stirling, in Scozia. La tedesca Antonia Niedermaier ha vinto il titolo iridato davanti alla francese Cédrine Kerbaol e alla belga Julie De Wilde. 
Partenza con 23 cicliste provenienti da 20 nazioni, tutte hanno portato a termine la competizione.

## Classifica Under 23
| Pos. | Corridore           | Squadra       | Tempo     |
| ---- | ------------------- | ------------- | --------- |
| 1    | Antonia Niedermaier | Germania      | 49'27"26  |
| 2    | Cédrine Kerbaol     | Francia       | a 7"85    |
| 3    | Julie De Wilde      | Belgio        | a 39"13   |
| 4    | Anniina Ahtosalo    | Finlandia     | a 2'08"36 |
| 5    | Petra Zsankó        | Ungheria      | a 2'14"22 |
| 6    | Nora Jenčušová      | Slovacchia    | a 2'32"91 |
| 7    | Eliška Kvasničková  | Rep. Ceca     | a 2'50"60 |
| 8    | Ella Wyllie         | Nuova Zelanda | a 3'19"26 |
| 9    | Febe Jooris         | Belgio        | a 3'26"58 |
| 10   | Nina Berton         | Lussemburgo   | a 3'39"70 |